# RTView for Oracle Coherence
RTView for Oracle Coherence (アールティヴュー・フォー・オラクル・コヒーレンス) は米国SL社 (SL Corporation) が開発・提供するOracle Coherenceデータ・グリッド用のリアルタイム監視・管理アプリケーションの総称である。Oracle Coherence実行環境の健全性監視に特化したアプリケーションであり、同社のRTViewをベースに構築されている。RTViewのアプリケーション性能管理 (APM -Application Performance Management) 製品シリーズ、RTView for APMの1つに位置付けられている。2013年9月末時点での最新バージョンは6.1.0.0。

## 概要
RTView for Oracle Coherence は以下のアプリケーションから構成されている。
- OC Monitor - Oracle Coherenceから通知される診断データを収集した上で統計処理しダッシュボード画面として可視化する。

## 歴史
RTView for Oracle Coherence は RTViewをベースに独立したアプリケーション製品として開発され、2007年末にバージョン4.7がリリースされた。なお、RTView for Oracle Coherenceのバージョン番号は、ベースとなっているRTViewのバージョン番号とは独立して付けられている。

## 特徴
OC MonitorはOracle CoherenceからJMXで通知される診断データを収集し、そのデータを基に統計処理を行った結果を可視化する。
OC Monitorは次の特徴を備える。
- Oracle Coherenceキャッシュ・ブラウザ
- ノードとキャシュの管理
- JMX性能管理
- ノードとJVMの統計表示
- アラート管理
- 履歴管理

## 他製品との連携
Oracle Coherenceから獲得した診断データをRTViewの Historian を介して履歴として関係データベースに格納する。JDBC / ODBCで接続可能な関係データベースを使用する。